# جيمي والش (لاعب كرة قاعدة أمريكي)
جيمي والش (بالإنجليزية: Jimmy Walsh) هو لاعب كرة قاعدة أمريكي، ولد في 22 سبتمبر 1885 في Killala ‏ في جمهورية أيرلندا، وتوفي في 3 يوليو 1962 في سيراكيوز في الولايات المتحدة.

## وصلات خارجية
- جيمي والش (لاعب كرة قاعدة أمريكي) على موقعبيزبول رفرنس.كوم (الدوري الرئيسي) (الإنجليزية)
- جيمي والش (لاعب كرة قاعدة أمريكي) على موقعبيزبول رفرنس.كوم (الدوري الثانوي) (الإنجليزية)